# Fabio De Crignis
Fabio De Crignis (* 7. April 1968 in Chiesa in Valmalenco) ist ein ehemaliger italienischer Skirennläufer. Er war auf die Disziplin Slalom spezialisiert.

## Biografie
De Crignis fuhr in der Saison 1989/90 Rennen im Europacup und belegte dabei den zweiten Platz in der Slalom-Disziplinenwertung. Daraufhin wurde er in die italienische Ski-Nationalmannschaft aufgenommen, der er die folgenden sieben Jahre angehörte. Sein erstes zählbares Ergebnis im Weltcup erzielte er am 8. August 1990, als er im Slalom am Mount Hutt in Neuseeland auf den vierten Platz fuhr (Weltcuppunkte gab es damals nur für die 15 Bestklassierten). Sieben Monate später, am 10. März 1991, wurde er in Aspen Dritter. In den folgenden Jahren gelangen ihm jedoch nur vereinzelt Top-10-Platzierungen, weshalb er wieder vermehrt im Europacup zum Einsatz kam.
Im Winter 1994/94 belegte De Crignis den dritten Platz in der Europacup-Slalomwertung, in der darauf folgenden Saison den zweiten Platz. Am 26. November 1995 wurde er Dritter des Weltcup-Slaloms von Park City, was sogleich die letzte Podestplatzierung seiner Karriere war. De Crignis nahm an den Olympischen Winterspielen 1992 teil, schied aber im zweiten Durchgang des Slaloms aus. Sein einziges Ergebnis bei Weltmeisterschaften war 1997 der 20. Platz. Nach mäßigen Leistungen in der Saison 1996/97 trat er vom Spitzensport zurück.

## Erfolge

### Weltmeisterschaften
- Sestriere 1997: 20. Slalom

### Weltcup
- 17 Platzierungen unter den besten zehn, davon 2 Podestplätze

### Europacup
- Saison 1989/90: 2. Slalomwertung
- Saison 1994/95: 3. Slalomwertung
- Saison 1995/96: 2. Slalomwertung